# Тевосян, Иван Фёдорович
Ива́н Фёдорович (Ованес Тевадросович) Тевося́н (4 января 1902 (22 декабря 1901 по ст. ст.), Шуша, Елизаветпольская губерния — 30 марта 1958, Москва) — советский государственный и партийный деятель, один из основателей советского ВПК, Герой Социалистического Труда (1943).
Делегат 16-го—20-го съездов КПСС; в 1930—1934 годах член ЦКК, с 1939 года — член ЦК КПСС. Кандидат в члены Президиума ЦК КПСС в 1952—1953 годах.
Депутат Верховного Совета СССР 1—5-го созывов.

## Биография
Армянин, родился в семье портного-кустаря в городе Шуша Елисаветпольской губернии (Нагорный Карабах). В семье было четверо детей. Спустя несколько лет семья бежала из Шуши и поселилась в Баку.
Окончил православную церковно-приходскую школу и трёхгодичную торговую школу в Баку. После её окончания работал в Волжско-Бакинском нефтяном обществе конторщиком, счетоводом, помощником бухгалтера. Одновременно по вечерам учился экстерном в гимназии.
Член партии с 1918 года. В 1919 году был секретарём подпольного Городского райкома РКП(б) в Баку.
Участник подавления Кронштадтского мятежа (1921).
С 1921 года обучался в Московской горной академии на металлургическом факультете (окончил в 1927), был секретарём партийного бюро академии и одновременно работал зам. зав. отделом пропаганды и агитации Замоскворецкого райкома партии. Тогда же познакомился с работавшей в том же райкоме своей будущей супругой Ольгой.
Делегат X Всероссийского съезда Советов, проходившего в Москве с 23 по 27 декабря 1922 года.
На XVI съезде ВКП(б) был избран членом ЦКК-РКИ и назначен заведующим отделом чёрной металлургии, однако, как утверждает его собственный сын, не захотел занимать эту должность и попросил Орджоникидзе послать его работать на завод «Электросталь».
С 1927 года работал помощником мастера, мастером, начальником сталеплавильных цехов и главным инженером завода на заводе «Электросталь» Московской области.
В 1929—1930 годах находился в командировке на металлургических заводах в Германии, Чехословакии и Италии.
В 1931—1936 годах — управляющий трестом «Спецсталь» Наркомтяжпрома, объединявшим заводы качественных сталей и ферросплавов. На этом посту был награждён своим первым орденом Ленина (23 марта 1935).
В 1936—1939 годах — начальник главка, 1-й заместитель наркома оборонной промышленности СССР.
Его сын вспоминал: «Он едва избежал ареста». В 1938 году был арестован супруг его сестры Юлии Левон Мирзоян. «Вокруг отца стали сгущаться тучи, поползли зловещие слухи, что он — немецкий шпион, завербован в годы стажировки в Германии. Отец, видя, что его вот-вот арестуют, пишет письмо Сталину о том, что не может работать в такой обстановке, которая создана вокруг него, что он ни в чём не виноват и всегда честно служил партии… Сталин поручает разобраться в деле Тевосяна комиссии в составе — Молотов, Микоян, Ежов и Берия. Отца допрашивают на Лубянке, это означает, что фактически он уже арестован. После допроса члены комиссии приходят к Сталину. Вождь спрашивает: „Ну, что?“ Микоян и Берия отвечают, что оснований для ареста Тевосяна нет. Молотов говорит, что недостает фактов. Ежов молчит. Через 2—3 дня Сталин пишет записку отцу такого содержания: „В отношении Вашей честности у меня не было сомнений и нет. Что касается Мирзояна, бог с ним, забудем о нём. В отношении Вашей сестры надо подумать“».
В 1939—1940 годах нарком судостроительной промышленности СССР.
В 1940—1948 годах нарком, затем министр чёрной металлургии СССР, руководил грандиозной работой по эвакуации металлургических предприятий Юга и Центра на восток страны. 28 сентября 1942 года И. В. Сталиным было подписано Распоряжение ГКО от № ГКО-2352сс «Об организации работ по урану». В соответствии с этим документом лично курировал поставки продукции своего ведомства в адрес лаборатории атомного ядра. 8 декабря 1944 года И. В. Сталиным было подписано Постановление ГКО от № ГКО-7102сс/ов «О мероприятиях по обеспечению развития добычи и переработки урановых руд», И. Ф. Тевосян был привлечён к работам по добыче урановой руды как сопутствующего сырья при выработке существующих месторождений.
В 1948—1949 годах министр металлургической промышленности СССР.
В 1949—1956 годах заместитель председателя Совета Министров СССР, одновременно в 1950—1953 годах министр чёрной металлургии СССР.
С 1956 до смерти — посол СССР в Японии.
По свидетельству его сына: «Профессор А. Л. Мясников, один из крупнейших советских медиков того времени, лечивший руководителей страны, сказал, что отец мог бы прожить ещё, как минимум, лет двадцать, не пошли его Хрущёв в Японию».
В. Б. Кеворков: «В своё время Хрущёв, отправляя в „ссылку“ снятого им с поста министра металлургии Тевосяна, сделал его послом в Японии, — именно там, где тому было противопоказано жить из-за больного сердца. Тевосян вскоре умер».
Умер от рака. После смерти был кремирован, прах помещён в урне в Кремлёвской стене на Красной площади в Москве.
Иван Тевосян послужил прототипом героя романа Александра Бека «Новое назначение», написанного в 1964 и изданного в СССР в 1986 году.

## Мнения современников
Из мемуаров Дмитрия Павлова:
И. Ф. Тевосян обладал редким тактом. Если он не соглашался или не мог удовлетворить ту или иную просьбу, то приводил такие доводы, что не согласиться с ним было нельзя. Если же он обещал что-либо сделать, то можно было не сомневаться в том, что все будет выполнено точно. Тевосян ценил слово и был верен ему. А иметь дело с таким обязательным человеком — истинное удовольствие.

В годы войны Тевосян сделал многое для укрепления мощи наших вооруженных сил. Кто близко знал Ивана Федоровича, не мог не любить его за простоту обращения, прямоту суждений, за глубокое знание дела. С ним считались как с крупным специалистом-металлургом, человеком редкого такта, широкого кругозора, отдававшим себя любимому делу целиком, без остатка, способным в минуты жизненных испытаний проявлять исключительное самообладание.

## Награды
- Герой Социалистического Труда (Указ Президиума Верховного Совета СССР от 30 сентября 1943 года, орден Ленина и медаль «Серп и Молот») — за исключительные заслуги перед государством в области организации производства качественного и высококачественного металла для всех видов вооружения, танков, авиации и боеприпасов в трудных условиях военного времени;
- Пять орденов Ленина (23 марта 1935, 30 сентября 1943, 31 марта 1945, 3 сентября 1948, 3 января 1952);
- Три ордена Трудового Красного Знамени (29 марта 1939, 24 ноября 1942, 14 ноября 1951);
- Медаль «За трудовую доблесть» (5 июня 1949).

## Семья
Отец — Тевадрос Тевосян (1848—1940). Мать — Анна (1878—1926).
Брат Вартан и сёстры Юлия и Изабелла. Юлия была замужем за Л. И. Мирзояном.
Жена — Хвалебнова, Ольга Александровна (1902—1982). Сын Владимир (род. 1931), после окончания экономического института имени Плеханова работал в системе заготовок в Минзаготовок РСФСР. Дочь Розалия (род. 1936), член Союза архитекторов России, заслуженный работник культуры РФ; супруг Игорь — сын маршала Василевского.

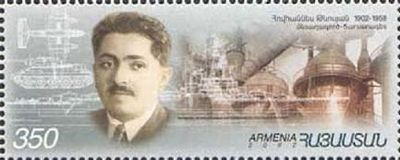
Почтовая марка Армении, 2002 год

## Память
- Ивану Фёдоровичу поставлены памятники в городах Шуши и Электросталь. Памятник в городе Шуши был снесён в марте 2021 года азербайджанскими солдатами, после того как город перешёл под их контроль.
- Заводу «Электросталь» (город Электросталь Московской области) присвоено имя И. Ф. Тевосяна, установлен бюст. В 1972 году учреждена заводская премия имени Тевосяна[10]. На здании заводоуправления «Электростали» установлена мемориальная доска.
- Имя Тевосяна носят улицы в городах Электросталь, Ереван, Степанакерт, Днепр — переименована в улицу Роксоланы в рамках декоммунизации, Магнитогорск, Каменск-Уральский, Кривой Рог.
- В 2002 году была выпущена почтовая марка Армении, посвященная Тевосяну.